# Nova Palmeira
Nova Palmeira este un oraș în Paraíba (PB), Brazilia.